# Güterverkehrszentrum

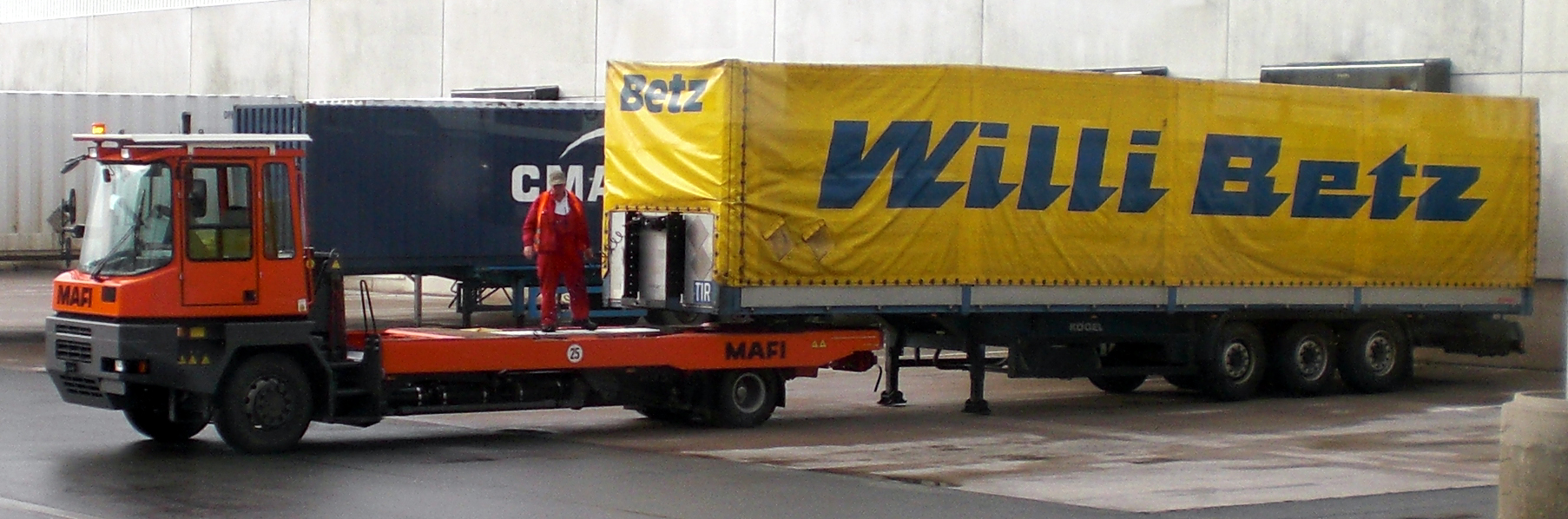
Wechselbrückenumsetzer beim Umsetzen eines Sattelaufliegers in einem GVZ

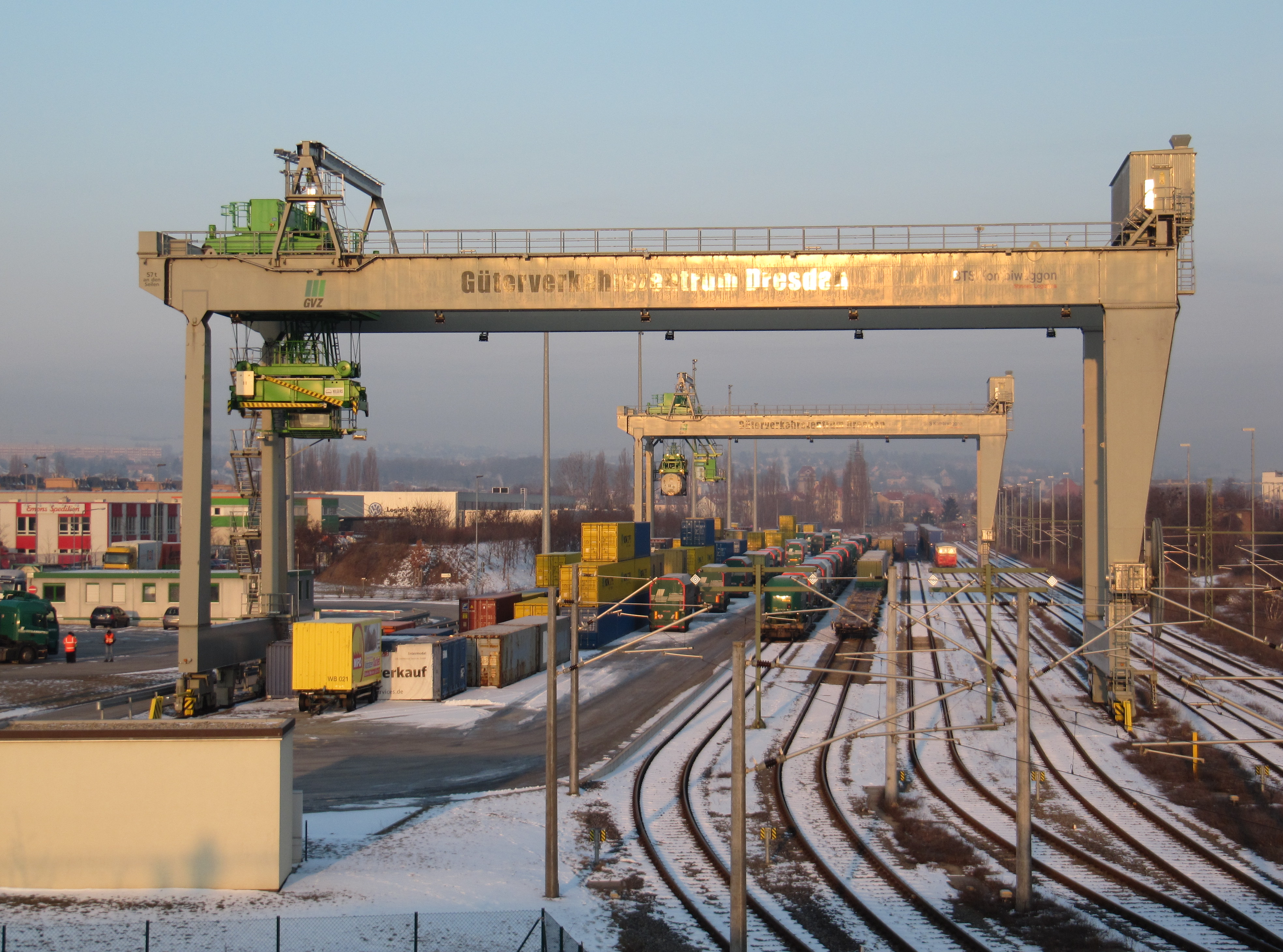
Güterverkehrszentrum Dresden am Bahnhof Dresden-Friedrichstadt

Güterverkehrszentren (GVZ; englisch Freight Village (FV); in einigen Fällen synonym: Güterverteilungszentrum) sind Logistikzentren, in denen Güter zwischen unterschiedlichen Verkehrsträgern umgeladen, für Ladungen zusammengestellt und für Transportfahrten vorbereitet werden. An diesem Ort werden unterschiedliche Verkehrsträger (z. B. Straße, Schiene), Verkehrsunternehmen (Speditionen, Lagereien), verkehrsergänzende Dienstleistungsbetriebe (Fahrzeugservice, Beratungsdienste) sowie logistikintensive Industrie- und Handelsbetriebe zusammengeführt und vernetzt. Die räumliche Nähe fördert die Zusammenarbeit und Arbeitsteilung der angesiedelten Unternehmen. In aller Regel verfügen die GVZ über ein KV-Terminal in dem Container, Wechselbrücken oder Sattelauflieger umgeschlagen werden können.
GVZ erfüllen damit eine wichtige Funktion in der Abwicklung des politisch geförderten Kombinierten Verkehrs und der Verlagerung des Güterfernverkehrs von der Straße auf die Schiene. Durch Kooperation der angesiedelten Unternehmen wird besonders im regionalen Bereich eine höhere Auslastung der LKW-Fahrten ermöglicht (vgl. City-Logistik); durch Synergieeffekte zwischen den angesiedelten Unternehmen kann deren Wirtschaftlichkeit und Service verbessert werden (Clusterbildung). Idealerweise sollten GVZ in der Nähe von Ballungsräumen mit günstiger Anbindung an den Regional- und Fernverkehr angesiedelt werden.

## Standorte der Güterverkehrszentren in Deutschland
Baden-Württemberg
- Kornwestheim
- Ulm
- Weil am Rhein

Bayern
- Augsburg
- Burghausen
- Ingolstadt
- Nürnberg
- Regensburg
- Hof
- München

Berlin
- City-GVZ Westhafen

Brandenburg
- Frankfurt (Oder)
- Großbeeren (Berlin-Süd)

Symbol der Richtlinien für die wegweisende Beschilderung außerhalb von Autobahnen für Güterverkehrszentren

- Grünheide-Spreeau (Ortsteil Freienbrink) (Berlin-Ost)
- Wustermark (Berlin-West)
- Schönefelder Kreuz (Königs Wusterhausen)

Bremen
- Bremen

Hessen
- Kassel (Lohfelden)

Mecklenburg-Vorpommern
- Rostock

Niedersachsen
- Dörpen (Emsland)[1]
- Europark (Coevorden-Emlichheim, grenzüberschreitendes GVZ)[2]
- Göttingen
- JadeWeserPort (Wilhelmshaven)
- Lehrte (Hannover-Lehrte)
- Osnabrück
- Salzgitter
- Wolfsburg

Nordrhein-Westfalen
- Dortmund[3]
- Duisburg (Duisport)
- Herne (Herne-Emscher)[4]
- Köln (Bahnhof Köln Eifeltor)[5]
- Rheine
- Wuppertal (Bahnhof Langerfeld)

Rheinland-Pfalz
- Koblenz
- Trier

Sachsen
- Dresden
- Glauchau (Südwestsachsen)
- Leipzig

Sachsen-Anhalt
- Magdeburg

Schleswig-Holstein
- Kiel

Thüringen
- Erfurt

Stand: 2016

## GVZ-Ranking
Das europäische GVZ-Ranking wird im Abstand von jeweils fünf Jahren durch die Deutsche GVZ-Gesellschaft mbH (DGG) erstellt. Im Jahr 2020 sind die vorderen zehn Plätze:
1. DE – Güterverkehrszentrum Bremen
2. IT – Quadrante Europa Verona
3. DE – Hafen Nürnberg
4. ES – PLAZA Saragossa
5. DE – Güterverkehrszentrum Großbeeren
6. PL – CLIP Intermodal Terminal Swarzędz
7. IT – CEPIM Interporto Parma
8. IT – Bologna Interporto
9. AT – Cargo Center Graz
10. IT – Padova Container Service Terminal